# Сыроватко, Виталий Григорьевич
Вита́лий Григо́рьевич Сырова́тко (28 апреля 1940, Кременчуг, Полтавская область — 16 февраля 2024, Москва) — советский хозяйственный, государственный и политический деятель.

## Биография
Родился 28 апреля 1940 года в Кременчуге. Член КПСС.
С 1959 года — на хозяйственной, общественной и политической работе. В 1959—2003 годы — фрезеровщик-гравировщик, мастер цеха Армавирского ЗИМ, инструктор Краснодарского крайкома ВЛКСМ, первый секретарь горкома комсомола города Кропоткина, на армейской службе, секретарь, первый секретарь Краснодарского краевого комитета ВЛКСМ, первый секретарь Кавказского райкома КПСС, заведующий отделом организационно-партийной работы Краснодарского крайкома КПСС, инструктор отдела сельского хозяйства и пищевой промышленности ЦК КПСС, секретарь Брянского обкома КПСС, председатель Брянского облисполкома. Много труда и энергии вложил в решение одной из самых жгучих проблем Брянщины — ликвидацию последствий аварии на Чернобыльской АЭС, председатель комиссии по национально-государственному устройству Совета национальностей РСФСР, секретарь Президиума Верховного Совета РСФСР, начальник отдела, заместитель, первый заместитель генерального директора предприятия ООО «Мострансгаз», генеральный директор ООО «Агрофирма „Мосагрогаз“».
Делегат XXIV и XXVIII съездов КПСС.
Избирался народным депутатом России.
Жил в Москве. Скончался 16 февраля 2024 года.